# Jutta Kremer
Jutta Kremer (* 31. Mai 1957 in Hamburg) ist eine deutsche Rechtswissenschaftlerin, Verwaltungsjuristin, Ministerial- und politische Beamtin (SPD). Von 2017 bis 2020 war sie Staatssekretärin im Niedersächsischen Ministerium für Bundes- und Europaangelegenheiten und Regionale Entwicklung.

## Leben

### Ausbildung
Von 1975 bis 1978 absolvierte Kremer den Vorbereitungsdienst und die Laufbahnprüfung für den gehobenen Dienst der allgemeinen Verwaltung des Landes Niedersachsen beim Regierungspräsidenten in Lüneburg. Nachdem sie 1983 die Zulassung zum Hochschulstudium ohne Hochschulreife erhalten hatte, begann sie 1984 die einstufige Juristenausbildung an der Gottfried Wilhelm Leibniz Universität Hannover und beendete diese 1989 mit dem Staatsexamen. Es folgten Stationen als Beamtin des gehobenen Dienstes beim Landkreis Uelzen, im Niedersächsischen Landesverwaltungsamt und bei der Bereitschaftspolizei in Uelzen (1978–1984) sowie als wissenschaftliche Mitarbeiterin am Lehrstuhl für Völkerrecht und Europarecht an der Gottfried Wilhelm Leibniz Universität Hannover (1989–1990).

### Politischer Werdegang
1991 wechselte Kremer in das Niedersächsischen Ministerium für Bundes- und Europaangelegenheiten, wo sie bis 1994 – zuletzt als Regierungsdirektorin – tätig war, ehe sie in dieser Funktion von 1994 bis 1998 unter Ministerpräsident Gerhard Schröder in der Niedersächsischen Staatskanzlei das Verfassungsreferat leitete. Nach der Wahl Schröders zum Bundeskanzler wurde sie 1998 Ministerialrätin im Bundeskanzleramt (Deutschland), kehrte allerdings 2002 in die Niedersächsische Staatskanzlei zurück, wo sie fortan unter Ministerpräsident Sigmar Gabriel als Leitende Ministerialrätin Vize-Abteilungsleiterin für Staatsmodernisierung war. Nach der Wahl Christian Wulffs zum Ministerpräsidenten kam es zu Streitigkeiten mit Gabriele Wurzel, die fortan Leiterin der Staatskanzlei war. Kremer verließ daraufhin 2003 die Staatskanzlei und begab sich bis 2005 auf einen Auslandsaufenthalt in Frankreich. Ab 2005 war sie als Leitende Ministerialrätin unter Brigitte Zypries im Bundesministerium der Justiz beschäftigt, wurde 2008 in den einstweiligen Ruhestand versetzt und trat in die Sozialdemokratische Partei Deutschlands ein.
Zwischen 2008 und 2014 widmete sich die Verwaltungsjuristin der wissenschaftliche Tätigkeit im Projekt „Das Grundgesetz. Dokumentation seiner Entstehung“. Unter dem neugewählten Ministerpräsidenten Stephan Weil kehrte sie im Zuge der Bildung des Kabinetts Weil I im Jahr 2014 als Leiterin der Abteilung Europa und Internationale Zusammenarbeit in der Niedersächsischen Staatskanzlei zurück.
Am 22. November 2017 wurde Jutta Kremer im Zuge der Kabinettsbildung des Kabinetts Weil II von Ministerin Birgit Honé zur Staatssekretärin im neugebildeten Niedersächsischen Ministerium für Bundes- und Europaangelegenheiten und Regionale Entwicklung berufen. Zum 30. Juni 2020 wurde sie in den Ruhestand versetzt. Ihr Nachfolger wurde Matthias Wunderling-Weilbier.

### Privates
Kremer ist seit dem 20. Dezember 2002 verheiratet.

## Schriften
- Das Grundgesetz – Bd. 17., Artikel 70 bis 73, Frankfurt am Main: Verlag Vittorio Klostermann, 2007, ISBN 978-3-465-03542-8.
- Das Grundgesetz – Bd. 18., Artikel 74 bis 75 / Teilbd. 1., Artikel 74, Nr. 1 bis Nr. 16, Frankfurt am Main: Verlag Vittorio Klostermann, 2009, ISBN 978-3-465-03594-7.
- Das Grundgesetz – Bd. 18., Artikel 74 bis 75 / Teilbd. 2., Artikel 74, Nr. 17 bis Nr. 23 und Artikel 75, Frankfurt am Main: Verlag Vittorio Klostermann, 2010, ISBN 978-3-465-03595-4.
- Das Grundgesetz – Bd. 21., Artikel 83 bis 85, Frankfurt am Main: Verlag Vittorio Klostermann, 2013, ISBN 978-3-465-03772-9.